# Jules Wijdenbosch
Jules Albert Wijdenbosch (Paramaribo, Surinam, 2 de mayo de 1941–30 de abril de 2025) fue un político surinamés, primer ministro de Surinam en dos periodos (1987-1988, y 1990-1991). Fue miembro del Partido Nacional Democrático, y fue elegido presidente de la República en 1996. Como consecuencia de las protestas entre 1998 y 1999 y las acusaciones de corrupción administrativa, el congreso le suspende de sus funciones en 2000.

## Primeros años
Jules Albert Wijdenbosch nació en Paramaribo, el 2 de mayo de 1941. Desde joven estudió ciencias políticas y administración pública en la Universidad de Ámsterdam y luego fue funcionario del consejo del distrito de Ámsterdam.

## Carrera política
Fue primer ministro de 1987 a 1988, en el gobierno de Fred Ramdat Misier, pero tras las elecciones presidenciales de 1988 el nuevo presidente Ramsewak Shankar cambió el cargo de primer ministro por el de vicepresidente. Tras ser derrocado el presidente Ramsewak Shankar en 1990. asume por 24 horas el poder el comandante del ejército Ivan Graanoogst. Luego le sucede en el poder Johan Kraag; este nombra en 1991 a Wijdenbosch como vicepresidente del país, hasta septiembre de 1991 cuando es elegido un nuevo presidente (Ronald Venetiaan) y a la vez, este elige a un nuevo vicepresidente.

## Elecciones de 1996
En las elecciones celebradas en 1996 ningún partido se hizo con la mayoría de votos y menos con los 2 tercios de escaños necesarios para elegir al candidato: el Frente Nuevo consiguió 24 escaños y el Partido Nacional Democrático 16, y el resto se repartió en los demás partidos minoritarios. Al final se volvieron a realizar elecciones de las que dieron como candidato triunfante a Jules Wijdenbosch del Partido Nacional Democrático, tomando posesión el 14 de septiembre de 1996.

## Presidencia 1996-2000
Al comienzo del nuevo gobierno de Wijdenbosch fue totalmente excluido el ex golpista y jefe militar Dési Bouterse, quien había comandado Surinam durante 11 años.
Bajo su gobierno, en abril de 1997, los Países Bajos libraron una orden de captura internacional contra el exdictador Dési Bouterse, sospechoso de mantener vínculos con el narcotráfico. En respuesta, el entonces presidente Wijdenbosch designó al exdictador como consejero de Estado, lo que le valió la inmunidad diplomática.
A fines de ese año, un frustrado intento de golpe de Estado culminó con el arresto de 17 oficiales de bajo rango. La tentativa golpista fue relacionada con las condiciones de trabajo de los soldados, deteriorada por los bajos salarios y la vetustez de sus equipos.

## Actos de corrupción durante el gobierno
En agosto de 1997 Wijdembosch fue acusado por uno de sus ministros de realizar gastos extravagantes, como la compra de un yate presidencial. Wijdenbosch se vio forzado a pactar con grupos minoritatios del parlamento para consolidar el respaldo de la Asamblea Nacional. En 1998 Wijdenbosch tuvo que buscar apoyo para tener mayoría en el gobierno.
Después de dejar el poder, el Fondo Monetario Internacional expresó su preocupación por la gran deuda que se tenía, y se supo que Wijdenbosch había pagado con un crédito de la deuda pública un auto que constaba $ 50.000. El Banco Central de Surinam dijo que Wijdenbosch había utilizado $ 300.000 de la deuda pública.

## La gran oposición a Wijdembosch
En junio de 1998 la Asociación de Fabricantes y Comerciantes cerró durante varios días pidiendo la dimisión del gobierno y el establecimiento de una administración no política. El cierre, que sucedía a una huelga de trabajadores del patróleo que se oponían a la apertura del sector a la participación extranjera, llevó al país al caos. A final del año los sectores agrícolas y mineros protagonizaron nuevas protestas laborales por el retraso del gobierno en ajustar los tipos de cambio con el margen de beneficio comercial, tras la devaluación sufrida por el florín surinamés ante el dólar de USA.
El malestar social y una crisis económica sin precedentes se intensificaron en los primeros meses de 1999. La mayor huelga general de la historia de Surinam y gigantescas manifestaciones de protesta que se desarrollaron durante meses en Paramaribo llevaron al Parlamento a deponer, en junio, al gabinete de Wijdenbosch, acusándolo del colapso económico del país. A principios de junio de 1999 la Asamblea Nacional aprobó por mayoría una noción de censura contra el presidente Wijdenbosch, pero no se lograron los 2 tercios de mayoría para destituirlo. Al no lograr destituir a Wijdenbosch lo obligan a convocar elecciones anticipadas en mayo de 2000. En mayo de 2000, el NF ganó las elecciones parlamentarias y, en agosto, Ronald Venetiaan fue elegido presidente con 37 de los 51 votos de la Asamblea Nacional.

## Obra de gobierno

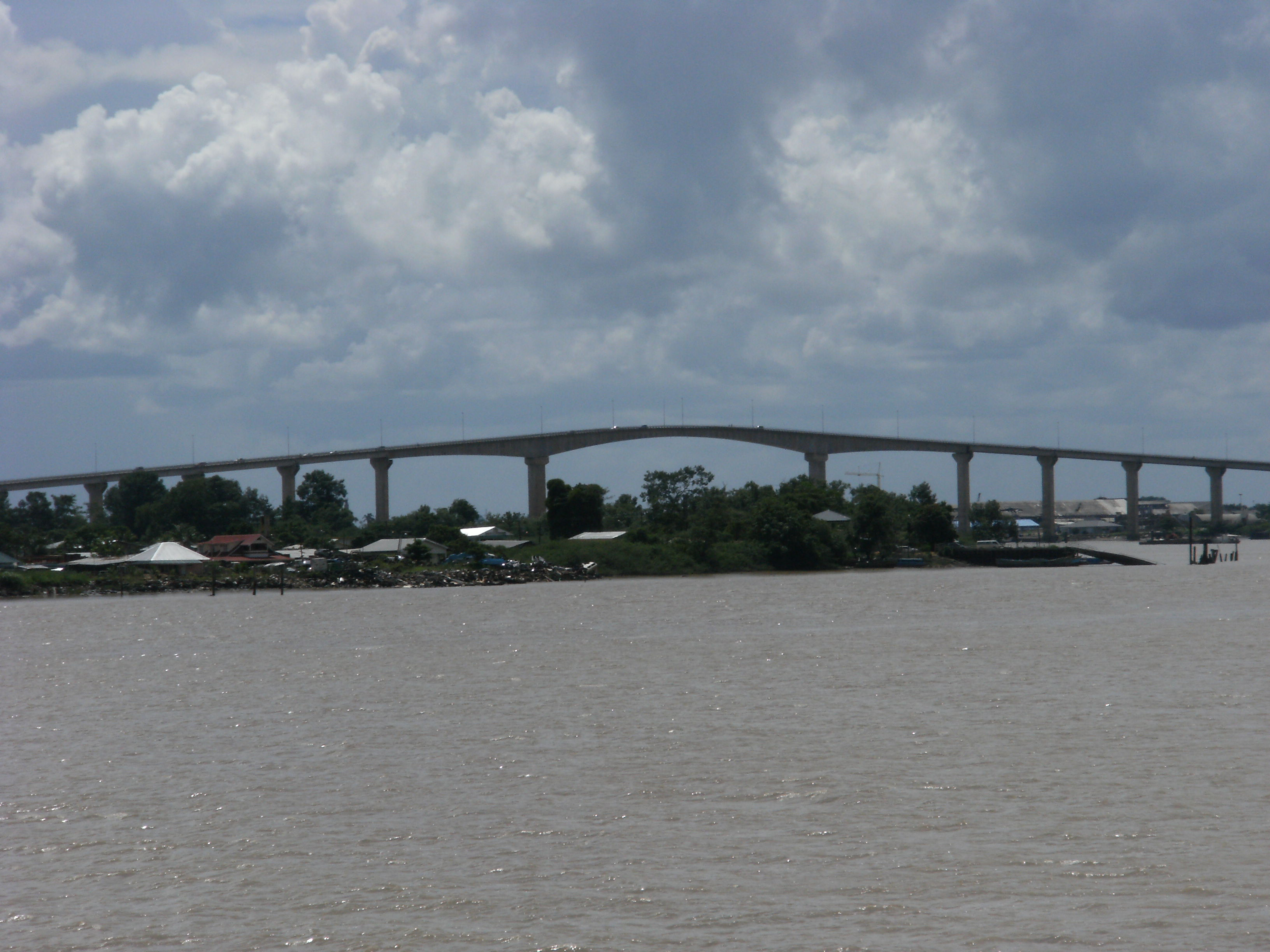
Puente Jules Wijdenbosch, construido por el gobierno de Wijdenbosch.

La mayor construcción que hay en la República de Surinam es el puente Jules Wijdenbosch que va desde Paramaribo hasta la ciudad de Nieuw Amsterdam. Este puente estuvo 4 años en construcción, con la ayuda de los Estados Unidos y el gobierno surinamés. Este puente lleva más de 100.000 personas por mes comunicando a las 2 grandes ciudades. Tuvo un costo de más de 1.000.000 millones de dólares.

## Posterior a su gobierno
Después de terminar por la fuerza su gobierno, Wijdenbosch continuó en el gobierno ocupando el cargo de ministro para las finanzas, pero por sus anteriores actos de corrupción tuvo que dimitir en 2001.
El 18 de enero de 2002 la Asamblea votó a favor de iniciar un proceso judicial contra Wijdenbosch y su exministro Errol Alibux por sospechas de estar involucrado en los Asesinatos de Diciembre. Aunque aún no se ha dictado la sentencia y tampoco los méritos, el expresidente Wijdenbosch continúa esperando la sentencia, mientras que el exministro Errol Alibux se marchó del país poco después de haberse dictado la sentencia.
Después hubo otra denuncia, esta vez al expresidente Jules Albert Wijdenbosch otra vez acusado de corrupción, por vender un edificio a un valor tres veces superior al valor original, en Paramaribo. El expresidente Wijdenbosch asistió a los tribunales, quienes lo declararon inocente por falta de pruebas.

## Fallecimiento
Jules Wijdenbosch falleció en Paramaribo el 30 de abril de 2025, dos días antes de cumplir 84 años.
El presidente en ejercicio, Chan Santokhi, anunció el fallecimiento de Wijdenbosch en una conferencia de prensa ese mismo día. También anunció un funeral de estado para el expresidente.